# Le Sentier du bonheur
Pour les articles homonymes, voir Bridle Path.
Le Sentier du bonheur (The Bridal Path) est un film britannique réalisé par Frank Launder et sorti en 1959.

## Synopsis
Ewan McEwan, un fermier de l'île de Beigg, une île écossaise (fictive), ne peut pas épouser son amour d'enfance Katie car son oncle, un pasteur autoritaire, est opposé à la consanguinité – tous les insulaires étant apparentés entre eux. Lorsque Katie part pour Glasgow pour suivre une formation d'infirmière, il est persuadé de trouver une épouse sur le continent (qu'il n'a jamais visité).
Après avoir retiré une partie de ses économies, il part à la rencontre des filles locales. Les insulaires lui ont indiqué les critères pour une épouse potentielle : des jambes fortes, des hanches larges, une connaissance des vaches et des moutons, et aussi ne pas être une bigote ou une Campbell.
Son étude innocente des filles qu'il rencontre éveille leurs soupçons. La première fille, inspirée par un roman qu'elle a lu, pense qu'il est un négrier blanc et informe la police locale. Il devient alors un fugitif recherché, après avoir « emprunté » le vélo d'un policier. Il est ensuite pris pour le chef d'une bande de braconniers de saumon. La police finit par arrêter l'innocent Ewan pour une grande variété d'accusations, et ne croit pas à son histoire. Détenu toute la nuit au domicile du sergent de police local (il n'y a pas de prison), il s'échappe facilement de la garde à vue et reprend sa fuite, tout en continuant à examiner toutes les filles qu'il rencontre.

## Fiche technique
- Titre français : Le Sentier du bonheur[1]
- Titre original : The Bridal Path
- Réalisation : Frank Launder
- Scénario : Frank Launder, Geoffrey Willans d'après un roman de Nigel Tranter (en)[2]
- Photographie : Arthur Ibbetson
- Musique : Cedric Thorpe Davie (en)
- Montage : Geoffrey Foot (en)
- Durée : 95 minutes
- Dates de sortie: 
  - Royaume-Uni : 5 août 1959
  - France : 6 septembre 1961[1]

## Distribution
- Bill Travers : Ewan McEwan
- George Cole : Sergent Bruce
- Bernadette O'Farrell : Siona Campbell
- Duncan Macrae : Policier
- Alex Mackenzie : Finlay
- Patricia Bredin : Margaret
- Fiona Clyne : Katie
- Dilys Laye : Isobel
- Pekoe Ainley : Craigie
- Eddie Byrne : Mike Flanagan
- Terry Scott : Donald
- Gordon Jackson : Alec
- Roddy McMillan : Murdo
- Joan Benham : Barmaid
- Nell Ballantyne : Jessie
- Jameson Clark : Policier
- Jack Lambert : Hector

## Critiques
Pour le Kinematograph Weekly, le film est « au-dessus de la moyenne » du box office en 1959